# Blasketöarna
Blasketöarna (iriska: Na Blascaodaí) är öar i republiken Irland.   De ligger i grevskapet Kerry och provinsen Munster, i den sydvästra delen av landet, 300 km väster om huvudstaden Dublin.